# テネシン
テネシン（英: Tennessine）は、元素記号Ts、原子番号117の合成元素である。周期表の第7周期に位置し、既知の元素の中で2番目に重い。原子名が決定するまでは一時的な名称としてウンウンセプチウムが使われた。
テネシンの発見は、2010年4月にロシアとアメリカの合同チームにより、ロシア連邦ドゥブナで公表され、2017年時点でも最も新しく発見された元素となった。崩壊生成物の1つが2011年に直接作成され、この実験の結果を一部裏付けた。この実験自体は、2012年に同じ共同チームにより、2014年5月にはドイツとアメリカの合同チームによっても再現された。2015年12月、国際純正・応用化学連合(IUPAC)と国際純粋・応用物理学連合(IUPAP)の合同作業部会により、発見の主張が評価され、新元素として認められてロシアとアメリカの共同研究チームに優先権が与えられた。
テネシンは、恐らく「安定の島」の中に位置している。合成されたテネシン原子は、数10から数100ミリ秒程度、持続する。周期表上では、第17族元素であり、17族の他の全ての元素はハロゲンであるが、テネシンの性質のいくつかは、相対論効果のためハロゲンとはかなり異なる。結果として、アニオンも形成せず高い酸化数も取らない揮発性金属になると予測される。ただし、融点や沸点、第一イオン化エネルギー等のいくつかの性質はハロゲンの傾向に従うことが予測される。

## 名称
2016年6月、IUPACは、発見者がこの元素をアメリカの共同研究チームが所属するオークリッジ国立研究所、ヴァンダービルト大学、テネシー大学があるアメリカ合衆国テネシー州にちなんでテネシンという名前を提案したと公表した。2016年11月、テネシンという名前は公式に承認された。

## 発見まで
2004年12月、モスクワ州ドゥブナのドゥブナ合同原子核研究所(JINR)は、テネシー州オーク・リッジのオークリッジ国立研究所(ORNL)に対し、117番元素の合成実験の共同実施を提案した。この提案は、バークリウムをターゲットとしてカルシウムのビームを当てて核融合させるものであり、JINRでアクチノイドをターゲットとして行い、113-116番元素及び118番元素を発見した一連の実験を完了させるものであった。ORNLは当時唯一バークリウムを製造できる機関であったが、一時的に製造を中止しており、再開にはかなりの費用がかかるため、提供できなかった。117番元素合成の計画は、2002年初めにカリホルニウムにカルシウムを衝突させて作られた118番元素の確認作業もあったため、棚上げされた。必要なバークリウム249は、カリホルニウム252製造の副産物であり、所要量のバークリウムを得ることはカリホルニウムを得ることよりも難しく、また費用もかかった。費用は約350百万ドルにもなり、カリホルニウムの注文が別途入るまで待つことに同意した。
ビームとして用いる予定だったカルシウム48は20個の陽子と28個の中性子を持ち、中性子-陽子比率が1.4と、これほど中性子過剰な核種ではもっとも軽い安定同位体である。次に軽いものは、パラジウム110（陽子46個、中性子64個、中性子-陽子比率1.391）であり、かなり重い。この中性子過剰のせいで、得られる生成物は「安定の島」に近い位置にあることが予測される。目標が117個の陽子を持つ原子核であり、カルシウムの陽子が20個のため、原子核に陽子を97個持つバークリウムが必要であった。
2005年2月、JINRのチームのリーダーであるユーリイ・オガネシアンは、ORNLでの会議に出席した。この会合には、JINRでかつて113-116番及び118番元素の発見を共同で行ったローレンス・リバモア国立研究所(LLNL)の代表者やオガネシアンの共同研究者であるヴァンダービルト大学のジョセフ・ハミルトンも参加していた。
ハミルトンは、ORNLの高流束リアクターが商用のカリホルニウムを製造すれば、所要量のバークリウムが副産物として製造されることを確認した。彼は近い将来にこのような機会が訪れないことを理解し、たまに状況の確認を続けることにした（後にオガネシアンはハミルトンのことを「117番元素の父」と呼んだ）。

## 発見
ORNLは、2008年春にカリホルニウムの製造を再開した。ハミルトンは夏にはこれに気づき、バークリウム抽出を契約した。彼の物理学教授50周年を記念する2008年9月にヴァンダービルトで行われたシンポジウムで、ハミルトンはオガネシアンを、当時ORNLの科学技術副部長であったジェームズ・ロバートに紹介した。JINR、ORNL、ヴァンダービルト大学の3社で共同チームが発足し、すぐにLLNLもここに招かれて加わった。

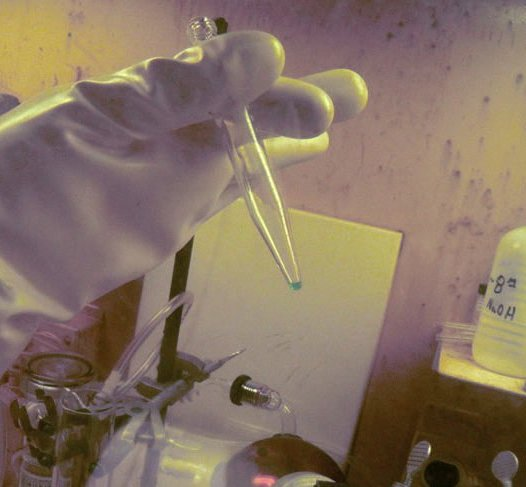
合成に用いられたバークリウムターゲット（溶液中）

2008年11月、オークリッジのリアクターを監督するアメリカ合衆国エネルギー省は、科学利用のためのバークリウムの抽出を許可した。製造は250日間続き、2008年12月に終わった。この結果、実験に十分な分量の22mgのバークリウムが得られた。2009年1月、バークリウムは高流束同位体リアクターから外に出され、90日間冷却した後、同研究所の放射性化学工学開発センターでさらに90日間かけて、バークリウムの分離、精製が行われた。半減期はわずか330日であり、この頃には製造されたバークリウムの半分が崩壊していた。そのため、バークリウムはすぐにロシアに運ばれることが必要であり、アメリカ合衆国からの出発は、6か月以内には完了した。バークリウムは5つの鉛の容器に入れられ、ニューヨークからモスクワまで空路で運ばれた。
書類の不備のため、ロシアの税関は2度に渡り荷物の入国を拒否し、数日の間に、大西洋上を5度も往来することになった。2009年6月にロシアに到着すると、まずはウリヤノフスク州ディミトロフグラードの原子炉研究所（RIAR）に運ばれ、チタンフィルム上で300 nmの薄層に蒸着させられた。2009年7月にドゥブナに運び込まれ、JINRの粒子加速器にセットされた。カルシウム48ビームは、天然に存在する少量のカルシウム48を500倍に濃縮することにより作られた。この研究は、スヴェルドロフスク州レスノイの閉鎖された町で行われた。
実験は2009年7月末に始まり、2010年1月には、フリョロフ原子核反応研究所内部で、117番新元素の2つの崩壊系列が検出されたと発表された。1つは、陽子も中性子も奇数個からなる原子核が6度のアルファ崩壊を経て自発核分裂に至る経路で、もう1つは、奇数個の陽子と偶数個の中性子からなる原子核が3度のアルファ崩壊を経て自発核分裂に至る経路であった。実験から得られたデータは、LLNLに送られてさらなる分析に供された。2010年4月9日、数10から数100ミリ秒の半減期を持つ、294117293117の同位体を同定したという論文がPhysical Review Letters誌に掲載された。論文には、実験にいくらかでも関わったJINR、ORNL、LLNL、RIAR、ヴァンダービルト大学、テネシー大学とデータ分析を支援したネヴァダ大学の研究者が名前を連ねた。同位体は以下のように形成された。
97249Bk + 2048Ca → 297117* → 294117 + 3n
97249Bk + 2048Ca → 297117* → 293117 + 4n

## 確認

当初の実験で作られた原子の崩壊系列。矢印付近の数字は、実験的（黒色）、理論的（青色）に求めた半減期と崩壊エネルギーを示している。

当時は117番元素の全ての崩壊生成物が未知であったため、その性質で発見を確認することができなかった。2011年に崩壊生成物の1つであるモスコビウム289が直接合成されると、その性質は117番元素の崩壊によって生成するものの性質と一致していた。IUPACとIUPAPの共同作業部会(JWG)が新元素発見のレビューを行っている間、2007年から2011年まで、発見者らは新しい発見を公表しなかった。
ドゥブナのチームは2012年に再度同じ実験を行い、117番元素を7原子分作り、118番元素の合成を確認した。実験の結果はかつての結果と一致しており、元素の登録が申請された。2014年5月、ORNLとドイツのヘッセン州ダルムシュタットにある重イオン研究所(GSI)の合同チームがこの元素の発見を確認したと発表した。合同チームはダルムシュタットの加速器を用いてドゥブナで行われた実験を再現し、117番元素の2原子を作った。
2015年12月、JWGは、崩壊生成物のモスコビウム289の性質を確認することで293117の発見を公式に認定し、発見者としてJINR、LLNL、ORNLの3者に新元素の命名権を与えた（当初はミスのためヴァンダービルト大学が発見者から漏れていたが、後に訂正された）。
2016年5月、スウェーデンのルンド大学とGSIが115番元素と117番元素の合成に疑問を投げかけた。115番元素と117番元素の確認に用いられた289115のものとされた崩壊系列が同じ核種に由来するものとしては違いすぎ、294117のものとしてJWGに認定された崩壊系列は、117番元素の異なる同位体のデータセットに分割できるという指摘であった。また、あると言われていた293117と289115の崩壊生成物の間のリンクがないことが見いだされた一方で、認定されていなかった294117の崩壊系列としては一致することが見いだされた）。陽子と中性子がともに偶数個ではない原子核のアルファ崩壊の際に見られる状態の多様性は、予測されなかったものではなく、交差反応を明確に行わない一因となっている。この研究は、この問題が巧妙であることを見逃しているとしてJWGの報告を批判し、115番元素と117番元素の発見の論拠が、ほぼ確実に存在しない両崩壊経路間のリンクであったという事実は問題であったと述べている。
2017年6月8日、ドゥブナのチームの2人のメンバーがこれらの批判に答える論文を発表した。
293117と289115に関する彼らのデータを広く受け入れられている統計的方法により分析し、2016年の研究を放射性崩壊に適用することには問題があることを示した。2017年の再分析により、293117と289115の観測された崩壊系列は、それぞれの段階で1つの核種のみが存在していた場合の推定と一致していたが、それぞれの段階の核種の質量数の直接測定や243Am + 48Caの反応の励起関数が測定できれば望ましいとされた。

### 命名

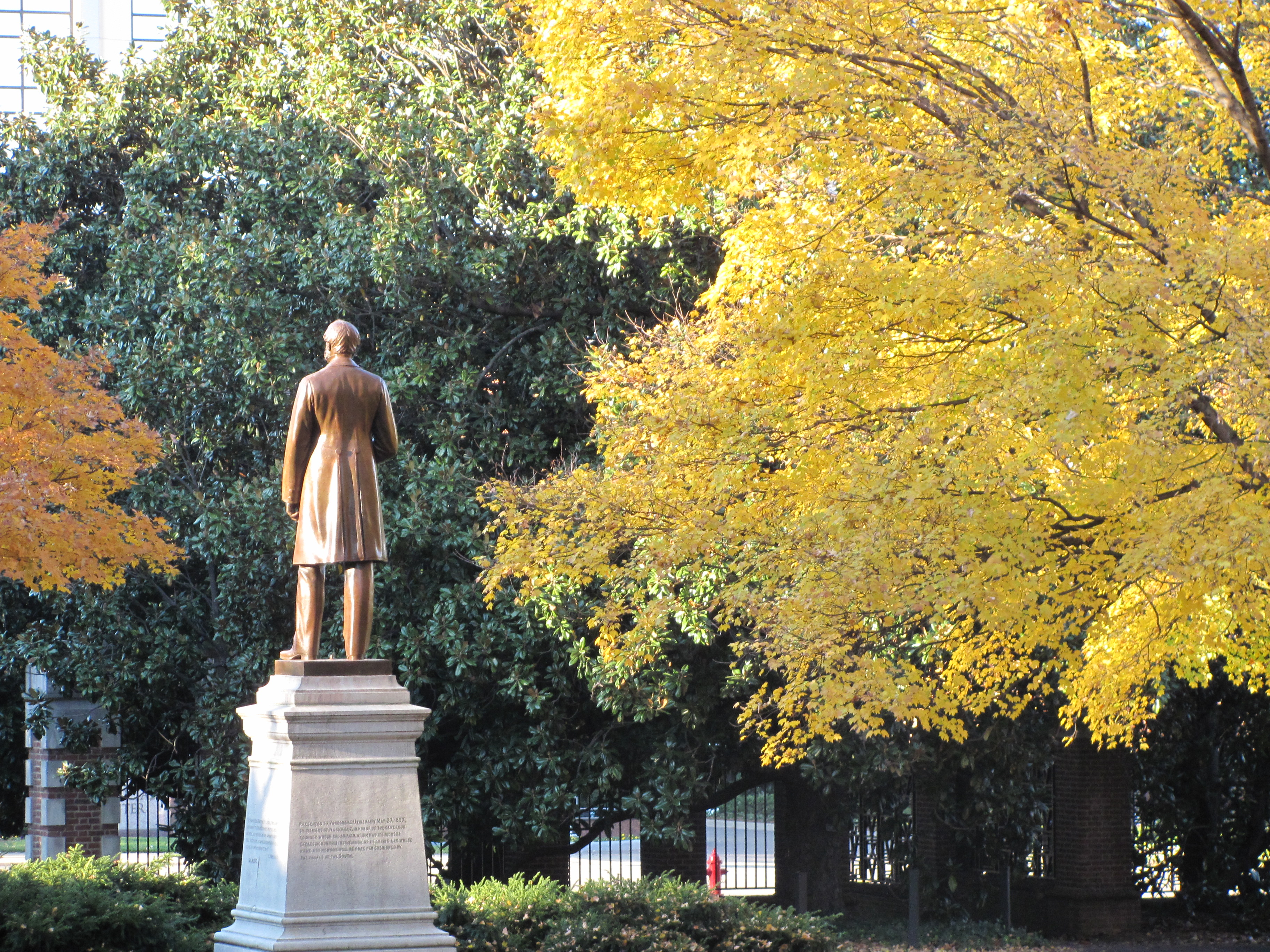
テネシンの共同発見者に名前を連ねるヴァンダービルト大学のキャンパス

未発見元素に対するメンデレーエフの命名法に基づき、エカアスタチンという名称でも知られる。IUPACによる1979年の勧告により、発見が確定し命名されるまでは、一時的にウンウンセプチウム（英: Ununseptium,記号Uus）とも呼ばれていた。この分野の科学者の多くは、「元素117」と呼び、E117または単に117という記号で表す。発見承認当時のIUPACのガイドラインによると、例えハロゲンであっても新元素の名前は「イウム」("-ium")で終わることとされていたが、2016年に発効された新しい勧告では、全ての新しい17族元素の名前は「イン」("-ine")で終わることとされた。IUPACのガイドラインでは、発見チームに元素の命名権が与えられると明記された。
2010年の最初の合成の後、LLNLのドーン・ショーネシーとオガネシアンは、「命名は繊細な問題であり、可能な限り避けられてきた」と語った。しかしこの年、ハミルトンはヴァンダービルト大学での講義において、「私は2つのグループを共同させ、また発見に不可欠な249Bkを入手するのに重要な役割を果たした。その結果、私はこの元素の命名権を得ることになる。その名前を教えることはできないが、この地域を思い出させるものになる」と語った。
2016年3月、各機関の代表者が集まる会議で「テネシン」という名前が合意された。2016年6月、IUPACは、115番、117番、118番元素について、発見者から命名の申請があったことを公表した。117番元素について提案された名前は、テネシー地域に因んだ「テネシン」で、記号はTsであった。IUPACの無機化学部門は提案された名前を承認することを勧告し、5か月後の11月に公式に承認され、公表された。提案された記号Tsは有機化学でトシル基の略称に用いられるとの懸念が示されたが、Ac（アクチニウムとアセチル基）、Pr（プラセオジムとプロピル基）等の例もあることから、この懸念は棄却された。モスコビウム、テネシン、オガネソンの命名式典は、2017年3月にモスクワのロシア科学アカデミーで行われた。テネシン単独の命名式典は、2017年1月にORNLで行われた。

## 予測される性質

### 核安定性と同位体
キュリウム以降の核種の安定性は、原子番号の増加とともに急激に減少する。原子番号101以降の全ての同位体は半減期30時間以内に放射性崩壊する。鉛以降の元素は、安定同位体を持たない。これは、陽子のクーロン力が大きくなり、長い時間自発核分裂が起こらないように強い力で原子核を結び付けておくことができなくなるためである。計算によると、他に安定化因子がない場合には、103以上の陽子を持つ元素は存在できないことになる。しかし、1960年代の研究者は、陽子114個、中性子184個に近い原子核は、この不安定性を弱め、半減期が数千年から数百万年に達するということを提案した。まだ科学はこの島まで辿り着けていないが、オガネソンを含む超重元素の存在によりこの安定効果が真実であることが確認され、既知の核種も予測される島の位置に近い原子核ほど指数関数的に長い寿命を持つ。テネシンはこれまで作られた中で2番目に重い元素であり、既知の全ての同位体の半減期は1秒以下であるが、これでも発見前に予測されていた値よりも長い。ドゥブナのチームは、この元素の合成は安定の島の実在の直接的な証拠であると信じている。

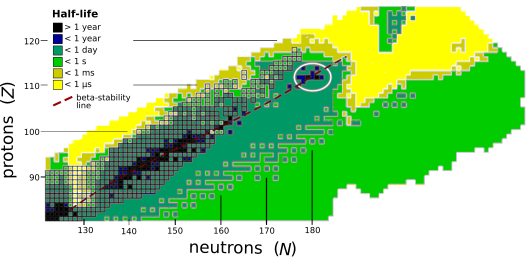
ドゥブナのチームが2010年に用いていた核安定性の表。確認された同位体が示されている。発見者によると、117番元素の合成は安定の島（円）の存在の証拠となっている。

295Tsは18 ± 7ミリ秒の半減期を持つと計算され、既知の293Ts及び294Tsを作るのに用いたのと同じバークリウムとカルシウムの反応で作られるかもしれないと考えられている。この反応で295Tsが作られる確率は、多くても294Tsが作られる確率の7分の1程度と推定されている。トンネル効果を用いた計算では、質量数303までのテネシン同位体の存在が予測される。これらの中で最も安定なものは296Tsで、半減期40ミリ秒でアルファ崩壊すると予測される。液滴モデルでも同様の結果が得られ、301Tsよりも重い同位体で安定性が増すという一般的な傾向が示され、335Tsのような最も重い同位体では、ベータ崩壊を考慮しなければ、宇宙の年齢よりも長い半減期となった。軽い同位体は恐らく、2008年にドゥブナのチームが万一249Bkを入手できなかった場合の代替として考えていた243Am + 50Tiの反応で得られると考えられる。50Tiビームの反応は、オガネソンより重い元素を合成するには必須である。

### 原子及び物理
テネシンは周期表上で5つのハロゲンの下、17族に位置する。ハロゲンは7つの価電子がns2np5型に配置している。テネシンの場合は、周期表の第7周期にあり、傾向から価電子の配置は7s27p5と予測され、多くの面でハロゲンと同様に振る舞うことが予測される。しかし、17族は下に行くに従って金属性が大きくなり、例えばヨウ素は固体では金属光沢を見せ、アスタチンは他のハロゲンとかなり異なる性質からしばしば金属に分類される。同様に、周期表の傾向から、テネシンは揮発性貧金属の性質を持つことが予測される。

塩素、臭素、要素、アスタチン、テネシンの最外殻s、p、d電子のエネルギー準位

計算はこの予測の正しさを裏付けるが、既知のテネシン同位体の半減期が短すぎるため、実験的な確認には至っていない。テネシンとその他のハロゲンの大きな違いは、スピン軌道相互作用等が大きな原因の生成しやすさである。超ウラン元素の電子は、光速に匹敵するほど速く動くため、スピン軌道相互作用は特に強くなる。テネシン原子では、このせいで7sと7p軌道の電子のエネルギー準位が低くなり、対応する電子を安定化させるが、7p電子エネルギー順位のうち2つが他の4つよりもより安定化される。7s電子の安定化は、不活性電子対効果と呼ばれ、7p小軌道(subshell)を安定度により分ける効果は、subshell splittingと呼ばれる。
コンピュータ化学者は、
この分割を、7p小軌道の軌道角運動量の1から1/2（安定度高）
と3/2（安定度低）への変化と理解する。7p小軌道の分割を考慮して、テネシンの価電子配置は7s27p21/27p33/2と書かれることもある。
他の電子準位の違いも存在する。例えば、6d電子順位（これも4つが6d3/2、６つが6d5/2に分割されている）は励起され、7s軌道のエネルギーに近くなっているが、テネシンについては予測されていない。7p1/2と7p3/2の準位の差は、9.8 eVと異常に大きい。アスタチンの6p小軌道分割はわずか3.8 eVであり、これらの効果により、テネシンはほかのハロゲンと異なる性質を持っている。
テネシンの第1イオン化エネルギーは7.7 eVと予測されており、周期表の傾向どおり他のハロゲンよりも低い。電子親和力についても族の中で最も小さく、2.6eVまたは1.8 eVと予測されている。仮想の水素様テネシン原子の電子は非常に高速で動くため、その質量は相対論効果のため、不動電子の1.9倍になる。対照的に、水素様アスタチンの場合は1.27倍、水素様ヨウ素の場合は1.08倍である。相対性法則の単純な外挿により、原子半径の収縮が示される。さらに計算すると、1つの共有結合を形成するテネシン原子の半径は165 pmであるが、アスタチンの場合は147 pmであった。7つの最外殻電子を除去するとついにテネシンの方が小さくなり、テネシンの半径が57 pm、アスタチンの半径が61 pmとなる。
テネシンの融点及び沸点は未知であるが、初期の論文では、それぞれ350-500℃、550℃や350-550℃、610℃と予測されていた。これらの値はアスタチンやより軽いハロゲン以上であり、周期表の傾向と合致する。その後の論文では、テネシンの沸点が345℃（アスタチンの沸点は309℃、337℃、370℃等と予測されるが、実験的な値としては230℃、411℃が報告されている）。アスタチンの密度が6.2-6.5 g/cm3なのに対し、テネシンの密度は、7.1-7.3 g/cm3と予測され、周期表の傾向と合致する。

### 化学
テネシンの既知の同位体は、293Ts及び294Tsであり、化学実験を行うには短すぎる寿命であるが、多くの化学的性質が計算されている。他の17族元素と異なり、テネシンはハロゲンに特有の化学的な振舞いを示さない。例えば、フッ素、塩素、臭素、ヨウ素は常に電子を受け入れてより安定な希ガスの電子配置になろうとするが、この性質は原子量が大きくなるほど小さくなり、テネシンは17族の元素で電子を受け入れる力が最も小さい。取りうる酸化数のうち、-1が最も一般的ではないと予測される。Ts/Ts-の標準酸化還元電位は-0.25 Vと予測され、この値は負であるため、テネシンは他のハロゲンとは異なり、標準状態下で-1の酸化状態に還元されることはない。
テネシンがオクテット則を満たすには、共有結合を形成するという手段もある。他のハロゲンと同様に、2つのテネシン原子が出会うと、Ts-Ts結合を形成して二原子分子ができると予測されている。このような分子は、通常単シグマ結合によって結合されるが、計算によると、At2分子のシグマ結合はエネルギー的に有利ではない反結合性軌道性が大きいことが示された。テネシンもこの傾向が続き、Ts2分子の結合には強いパイ結合性が見られることが予測される。一塩化テネシン(TsCl)分子はさらにこの傾向が強く、結合は単パイ結合である。
不安定な-1の他に、さらに3つの+5、+3、+1のさらに3つの酸化数が予測されている。アスタチンと同様に、3つの最外殻7p3/2電子が不安定化し、小軌道が安定な半充填配置になるため、+1の状態は特に安定である。+3の状態も7p3/2電子が不安定化するため、重要である。+5の状態は、7p1/2電子が逆向きに安定化するため、一般的ではないと予測されている。+7の状態は、シミュレーションによっても実現しない。7s電子が強く安定化するため、テネシンは実質的に5つの価電子しか持たないという仮説が立てられている。
もっとも単純なテネシン化合物は、一水素化物TsHである。この結合はテネシンの7p3/2電子と水素の1s電子によるものである。7p1/2スピノールが結合に関わらないのは、テネシンが純粋なシグマ結合やパイ結合を形成しないと考えられるためである。そのため、不安定化（拡張）した7p3/2スピノールが結合を担う。この効果によりTsH分子の全長195 pmのうち、17 pm分伸長されている。テネシンのp電子の結合はシグマ結合の2/3であるため、この結合はテネシンがスピン軌道相互作用を持たない場合に比べて2/3の強さしかない。そのため、この分子は水素化ハロゲンの傾向に従い、AtHと比べて結合長は長くなり、結合解離エネルギーは小さくなっている。TlTs分子やNhTs分子は、p1/2電子が安定化されることによる逆効果を考慮に入れると、同様に見ることができる。これらの2つの特徴により、TlTsの双極子モーメントは1.67 Dと比較的小さくなる。この正の値は、テネシン原子が負電荷を持っていることを意味している。NhTsでは、効果の強さはテネシン原子からニホニウム原子に電子を移すほど強いと予測され、双極子モーメントの値は-1.80 となる。スピン軌道相互作用によりテネシンの電気陰性度が低下し、超電気陰性なフッ素原子との結合がイオン的な性質となるため、TsF分子の結合解離エネルギーは大きくなる。TsFは、17族の一フッ化物の中で最も強い結合を持つ。
原子価殻電子対反発則から、17族の三フッ化物は、曲がったT字形分子構造であると予測される。既知の全てのハロゲン三フッ化物はこの分子構造を持っており、中央の原子Aが3つのリガンドXと2つの非共有電子対Eに囲まれるAX3E2という構造である。相対論効果を無視すると、TsF3も曲がったT字形分子構造を持つはずである。より詳細な予測では、この分子構造はエネルギー的に有利ではなく、平面三角形分子構造(AX3E0)を取る。このことは、原子価殻電子対反発則は超重元素には当てはまらないことを示す。TsF3分子は、スピン軌道相互作用によりかなり安定化されることが予測され、テネシンとフッ素の電気陰性度の大きな差から結合に一部イオン的な性質が加わっていると考えられる。

### 関連文献
- Barysz, M.; Ishikawa, Y., eds (2010). Relativistic methods for chemists. Springer Science+Business Media. ISBN 978-1-4020-9974-8
  - Thayer, J. S. (2010). Relativistic Effects and the Chemistry of the Heavier Main Group Elements. p. 63. doi:10.1007/978-1-4020-9975-5_2
  - Styszi?ski, J. (2010). Why do we need relativistic computational methods?. doi:10.1007/978-1-4020-9975-5_3
  - Pershina, V. (2010). Electronic structure and chemistry of the heaviest elements. doi:10.1007/978-1-4020-9975-5_11